# Llista d'aerolínies de Geòrgia
La següent és una llista de les aerolínies que operen actualment a Geòrgia:
| Aerolínia                       | IATA | OACI | Distintiu  | Fundació |
| ------------------------------- | ---- | ---- | ---------- | -------- |
| Air Batumi                      | -    | BTM  | AIR BATUMI | 2010     |
| Georgian Airways                | A9   | TGZ  | TAMAZI     | 2004     |
| Georgian International Airlines | 4L   | GNN  | GEO-LINE   | 2004     |
| Sky Georgia                     | QB   | GFG  | NATIONAL   | 2003     |
| TAM Air                         | L6   | VNZ  | TABILAVIA  | 2001     |